# إيطاليا 1990 (كودماسترز)
Italia 1990 هي لعبة فيديو لكرة القدم بسعر منخفض تم انشاؤوها بواسطة Codemasters في عام 1990. 

## اللعبة
أصدار اللعبة لـ Amiga وAtari ST بسعر 4.99 جنيه إسترليني وهو ما يعتبر ربع سعر الألعاب المشابهه لها. ولكن ، كان السعر القليل لها هو أفضل جزء من اللعبة وفقًا لمصادر آندي سميث من Amiga Format الذي أعطى نتيجة بنسبة 27٪: "تبدو اللعبة جيدة ولكنها تلعب بشكل سيء جدا. بإمكانك التعايش مع البطء حتى و يمكنك تحمل التمرير الغريب ، والذي يتأخر كثيرًا عن الحركة - ولكن ما كان يفسد اللعبة حقا هو عدم القدرة على تغيير اتجاه اللاعب بمجرد الضغط على زر إطلاق النار للحصول على
لقطة". 

## أنظر أيضا
- كأس العالم لكرة القدم: إيطاليا 90 (اللعبة المرخصة رسميًا)
- كرة القدم في إيطاليا 90
- إيطاليا 1990 (لعبة فيديو)